# Bartek Grzanek
Bartek Grzanek, właściwie Bartłomiej Grzanek (ur. 1977, Tuszyn) – polski piosenkarz, gitarzysta, kompozytor, autor tekstów i pedagog. Wykonuje muzykę pop, rock, blues i country. Lider zespołu Tosteer. Był jednym z gitarzystów grupy Samokhin Band. Jako gitarzysta wspomagał takich artystów jak np.: George Hamilton V (Nashville), Rezerwat czy Rafał Brzozowski... W 2011 roku Grzanek brał udział w programie telewizyjnym „The Voice of Poland” (w drużynie Andrzeja Piasecznego). W 2012 r. został finalistą piątej edycji „Mam Talent”. Dnia 16 października 2015 ukazał się debiutancki album solowy artysty zatytułowany Duch.

## Dyskografia
Albumy
| Tytuł                                                   | Dane dot. albumu                                     | Pozycja na liście | Sprzedaż | Certyfikat |
| Tytuł                                                   | Dane dot. albumu                                     | POL               | Sprzedaż | Certyfikat |
| ------------------------------------------------------- | ---------------------------------------------------- | ----------------- | -------- | ---------- |
| Duch                                                    | - Data: 16 października 2015 - Wydawca: MJM Music PL | 12                |          |            |
| Na Święta                                               | - Data: 17 listopada 2017 - Wydawca: MJM Music PL    | –                 |          |            |
| „–” oznacza, że album nie był notowany na danej liście. |                                                      |                   |          |            |

### Single[5]
- 2015: "Ikar", "Szukanie", "Jak duch"
- 2016: "Czort" (+ Monika Kuszyńska), "Nie odejdę stąd"
- 2017: "Nie bądź głupi" (+ Szymon Pejski)